# Canal de Bardenas
Le canal de Bardenas est un aqueduc qui conduit l'eau depuis la ville navarraise de Yesa, dans le nord de l'Espagne, jusqu'à la zone sud de la Navarre et de Saragosse.
Il a son origine dans la prise d'eau du barrage de Yesa, où se jettent les eaux pyrénéennes de la rivière Aragon arrosant les Bardenas Reales et la comarque aragonaise de Cinco Villas, et finit dans le marais d'Ardisa, dans la rivière Gállego. Il alimente à son tour le barrage de El Ferial en Bardenas avec 8 hm³ .

## Données techniques
La longueur du Canal de Bardenas est de 132 km avec une capacité de débit de 60 m3/s en permettant l'irrigation actuellement de quelque 70 000 ha. La demande moyenne annuelle est de 467 hm3 et sa section est trapézoïdale.
La prise d'eau destiné au canal de Bardenas se situe à un niveau 453,35 m sur le côté gauche. Elle est composée de trois tubes de 2 m de diamètre régis par des vannes de type ring-seal et vannes du type « TAINTOR ». Le débit total normal est de 90 m3/s (30 m3/s chacun). Dans son parcours, le canal traverse le tunnel de Cáseda, long de 6,3 km.
Le parcours est divisé en trois tronçons appelés, Bardenas I, Bardenas II et Bardenas III qui à la fois est subdivisé en sept autres tronçons (Bardenas III n'est pas encore construit). La capacité initiale de 60 m3/s (certaines sources indiquent 64) est réduite à 30 dans le dernier tronçon.
La surface réglable de Bardenas I est d'environ 60 000 ha (40 000 pour Saragosse et 20 000 pour la Navarre), la zone réglable s'étend depuis Sangüesa, au nord, jusqu'à Tauste, au sud. Celle de Bardenas II est de 28 000 (au total elle suppose environ 15 % de toute l'irrigation du bassin de l'Ebre effectué par des canaux). À la fin, quand on aura fini le troisième tronçon, la surface réglable sera d'environ 88 000 ha bien que la capacité du canal ait été conçue pour couvrir 110 000 ha.
La distribution de l'eau est effectuée au moyen d'un réseau de drains, les principaux étant ceux du canal de la Pardina, les drains de la Navarre, de Cinco Villas et du Saso, à Bardenas I et le drain de Sora à Bardenas II.

## Parcours
La première partie du canal, Bardenas I, depuis Yesa jusqu'à la rivière Arba de Luesia, a une longueur de 72 km. Dans cette partie le canal traverse les drains de Navarre, pendant 32 km, puis ceux de Cinco Villas, pendant 52 km, ceux de Cascajos, pendant 22 km et enfin ceux de Saso, pendant 11 km.

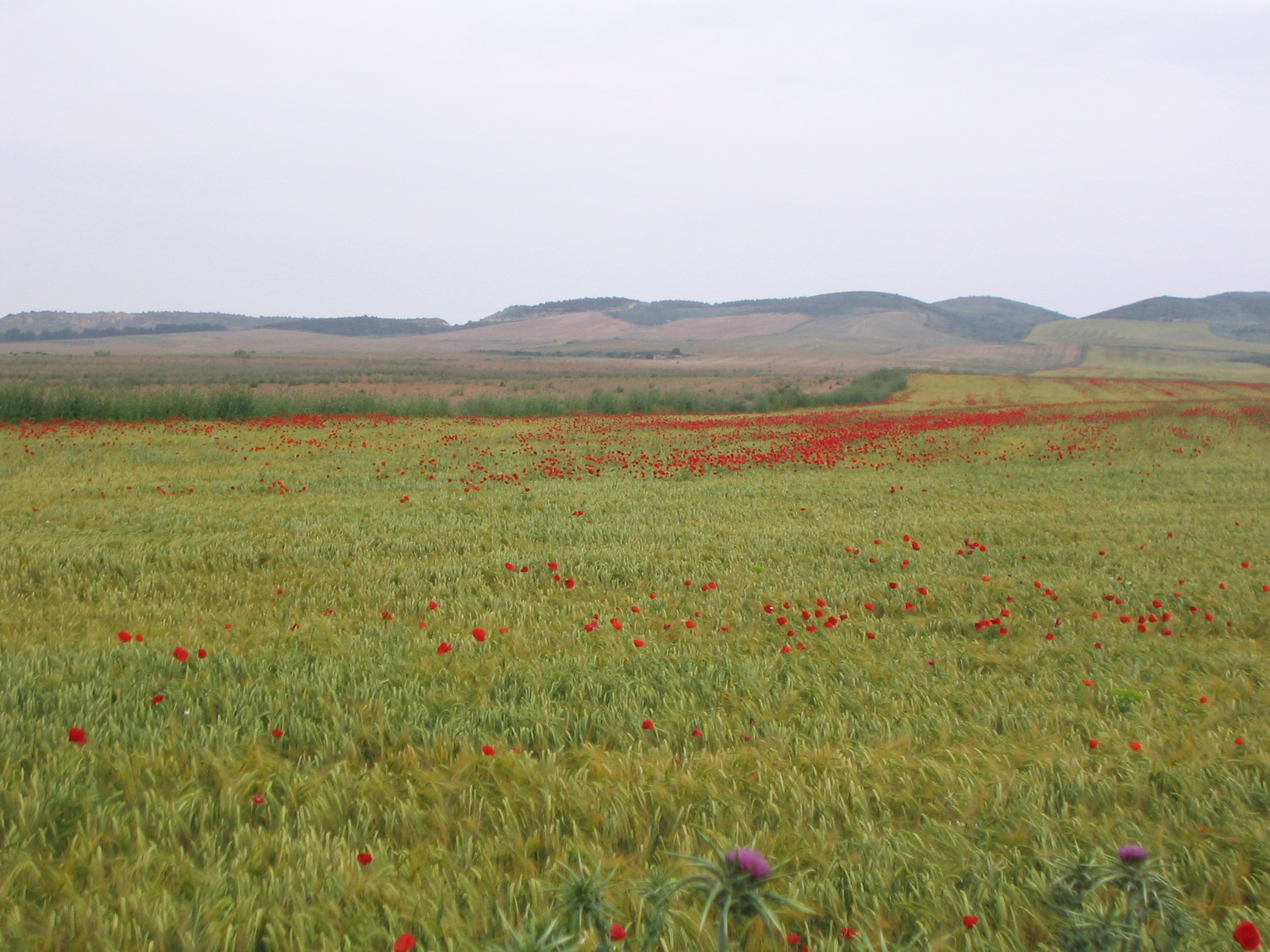
Culture de céréales dans les Bardenas.

Après avoir traversé la rivière Arba de Luesia commence le second tronçon, Bardenas II. Cette zone est divisée deux parties, la cuenca du Gállego et celle de l'Arba. Celle de l'Arba est arrosée avec les grandes lignes V et VI (40,8 km) et le drainage de Sora qui a 55,3 km à Pradilla d'Ebre formant une surface d'irrigation de 28,610 ha. Le bassin du Gállego le parcours est le tronçon VII et le drain de Zuera finit à Villanueva de Gállego et forme une superficie d'irrigation de 11,625 ha, faisant que la superficie totale du tronçon Bardenas II est de 40,235 ha.
Le tronçon Bardenas III, ou VII, a été soumis à information publique en 1975 et n'a pas été encore construit. On a proposé la construction d'un barrage à Marracos d'une capacité de 422 m3 qui serait rempli avec les eaux du Canal de Bardenas pour aider les irrigations du Alto Aragón et pourraient être conduites au barrage de Sotonera d'où est issu le Canal de Monegros pouvant également réguler les eaux du Gállego. La liaison entre l'Aragon et le Gállego, qui compléterait le plan Bardenas - Alto Aragón créant une superficie d'irrigation de 268 000 ha.

## Situation et production
L'aménagement des zones régulables du Bardenas I a été effectué au moyen de plans de coordination effectués par l'Institut National de Colonisation qui s'est chargé de la construction les réseaux secondaires, d'ouvrages complémentaires, nivèlement de terres, reboisement forestier, construction de nouveaux villages et installations d'agriculteurs dans les nouvelles irrigations. Tandis que la Confédération Hydrographique de l'Ebre se chargeait de ce qui correspondait les eaux.
On a fondé 15 nouveaux villages, cinq en Navarre, Gabarderal, Boyeral, Figarol, Rada et San Isidro del Pinar, et dix en Aragon, Alera, Bardena, Camporreal, El Bayo, Pinsoro, Sabinar, Sancho Abarca, Santa Anastasia, Santa Engracia et Valareña, qui ont reçu 1 267 de familles qui dans beaucoup de cas venaient des villages qui avaient été dépeuplés pour la construction du Canal de Berdún comme le cas du village de colonisation de El Bayo, où ont dû émigrer beaucoup de familles de Tiermas.
Bardenas II, avec ses 28,610 ha d'irrigation, n'a produit aucune population nouvelle.
La production d'irrigation provenant des eaux du Canal de Bardenas est formé, principalement, par des cultures herbacées étendues comme le maïs, le blé, l'orge, etc. mais aussi de produit potager avec des produits comme la tomate et le poivron entre autres

## Histoire
L'utilisation des eaux depuis la rivière Aragon a été posée depuis le Moyen Âge : en 1498 on avait déjà proposé au roi d'Aragon Ferdinand Le Catholique la déviation de l'eau de cette rivière pour l'utiliser comme irrigation par le Conseil de Tauste. En 1622 il a été proposé de construire un canal jusqu'aux Bardenas pour arroser les terrains d'une abbaye qu'on projetait de construire là. En 1702 les ingénieurs Josef Estorguia et le chevalier ont lancé la proposition de dévier la rivière pour qu'elle traverse des terres aragonaises, évitant ainsi le paiement des tarifs et péages aux navarrais. 54 années plus tard, en 1756, on a travaillé sur un projet pour la construction d'un canal qui, naissant à Tiermas, devait arroser la comarque aragonaise de Cinco Villas. Peu de temps après un autre projet s'est présenté, cette fois du capitaine J.A. Monroy, qui a proposé un canal (qui naissait à un niveau semblable de l'actuel de Bardenas), qui arroserait la comarque de Cinco Villas et de Bardenas, avec un total de 15 228 ha irrigués, ainsi que de la construction de 18 nouveaux villages.

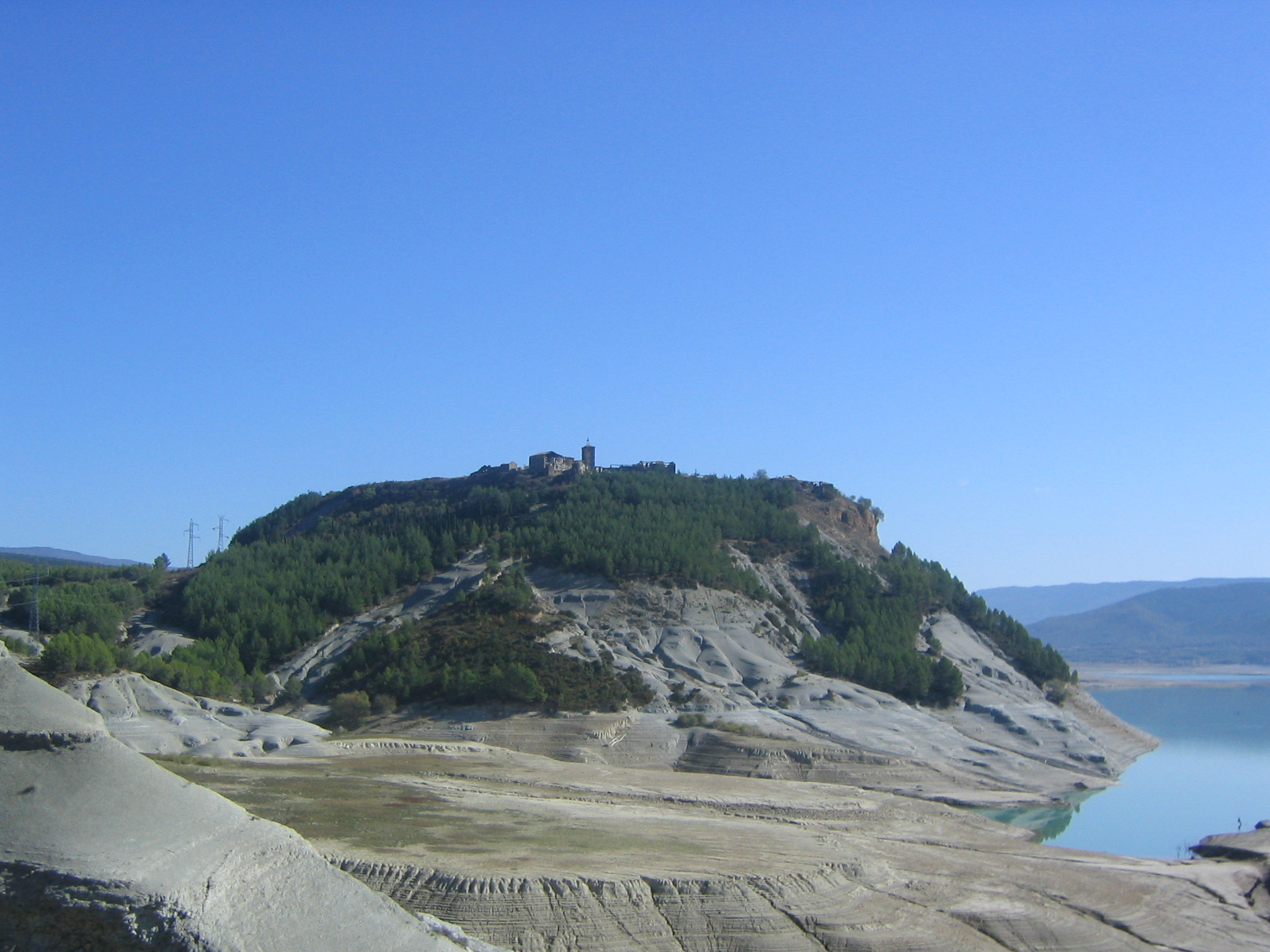
Vue de Tiermas sur la retenue de Yesa.

En 1865 on a créé une société pour la construction d'un canal d'irrigation qui descendrait jusqu'aux Bardenas. Le projet a été conduit par Antonio de Lesarri. La société serait la représentante de la construction en échange de cession de l'utilisation des eaux et que les utilisateurs paient les "alfardas" correspondantes. En 1880 on a décrété la nullité de la concession, puisque les travaux n'avaient pas commencé.
En 1902 un arrêté royal du 25 avril a proposé un Plan National de Travaux Hydrauliques dans lequel apparaissait un complexe hydraulique formé par les canaux de Bardenas de Yesa, de la Foz de Biniés, de Salvatierra et d'Usún, chacun de d'eux avec un marais. Ce complexe représenterait une superficie d'irrigation de 30 000 ha dans plusieurs villages de Navarre et de Saragosse. Les barrages seraient placés de la manière suivante : celui de Yesa, où se trouve l'actuel, celui de Foz de Biniés dans les eaux de la rivière Veral, celui de Salvatierra, dans la rivière Esca, celui d'Usún se situerait dans la vallée de Salazar, à 6 km de Lumbier. Avec cette proposition il y avait aussi celles du Canal impérial d'Aragon et du Canal de Lodosa, ce qui rendait plus évident la nécessité de réguler l'Aragon et ses affluents.
Le 2 mars 1909 la Division Hydraulique de l'Ebre se charge de l'étude du projet du barrage de Yesa. Ce projet sera mené par les ingénieurs Cornelio Arellano, d'abord, et Manuel Abascal ensuite, le terminant en 1912. Le projet du canal n'a pas été approuvé jusqu'en 1917. Le barrage conçu était un barrage de gravité de 53 mètres de hauteur.

## Le projet
En 1923 on charge un nouveau projet, qu'ont rédigé les ingénieurs Feliz de los Ríos, Mariano Vicente et Antonio Colom, qui effectuent l'étude en partant d'une superficie régulable de 130 000 ha, contribuant au barrage d'Ardisa avec 400 000 millions de m³ annuels et approvisionner Saragosse en eau potable. Cette proposition était incluse dans la liaison des trois grandes rivières du côté gauche de l'Ebre, l'Aragon, le Gállego et le Cinca.
Le 7 mai 1926 un ordre Royal approuve le projet du barrage de Yesa obligeant le respect des utilisations qui sont données par les eaux sous cette dernière. Le même équipement que le barrage projette le Canal de Bardenas présentant son travail le 29 décembre 1924. Celui-ci sera approuvé 8 années plus tard, le 30 juin 1932, par une Résolution de la Direction Générale des Travaux Hydrauliques. En 1926 on estime que le barrage de Yesa servira seulement pour l'irrigation des Bardenas et de la comarque de Cinco Villas, rejetant sa possible contribution au Canal Impérial d'Aragon. Dans le Plan Général de plusieurs Ouvrages et Travaux de la Confédération Hydrographique de l'Ebre, durant l'année 1926, on pose la construction du barrage de Yesa. Celui-ci aura une capacité de 470 hm³ destinés au Canal de Bardenas et à l'irrigation de la zone de culture du bassin lui-même, quelque 15 000 ha, bien qu'on a commenté la possibilité de contribution au Canal Impérial pour que celui-ci laisse des ressources libres pour celui de Lodosa. Les prévisions sur le Canal de Bardenas, qui en partant de Yesa devait aboutir à Ardisa, étaient d'une sortie de barrage de 60 m3/s duquel arriverait à Ardisa 39.

## L'exécution
Dans le IIe Plan de travaux de la Confédération qui a vu le jour l'année suivante, on retarde les travaux estimant qu'on n'avait pas convenablement effectué les études de régime, débit et plan du canal ni de la capacité du barrage. Cette même année le Service Agronomique de la Confédération Hydrographique élabore et publie une étude où il prévoit la conversion en irrigation en régime intensif de 80 000 ha et autres 30 000 en régime semi intensif. Pour cela il estimait que manquait 619 952 hm³/an d'eau avec incidence d'utilisation dans les mois d'été.
Le 13 novembre 1928 commencent les travaux de fondation du barrage, qui avaient été soumis à concours dans le troisième plan d'œuvres et Travaux. Dans ce même Plan d'œuvres et Travaux il est décidé de réduire le plan du Canal de Bardenas, particulièrement une fois dans le bassin de la rivière Riguel. Le IVe Plan d'œuvres, celui de 1929, pose des barrages complémentaires à celui de Yesa pour l'approvisionnement du Canal de Bardenas. Durant cette année on effectue le projet définitif de quelques tronçons du canal en suivant le plan indiqué dans le précédent et l'année suivante on prend la décision de son exécution. Pour 1933 on avait déjà commencé sa construction.
Après la guerre civile, dans laquelle les travaux sont arrêtés, seront repris avec la construction de la variante de la carrière en 1940 et l'excavation de la pente droite. En 1945, avec René Petit, on effectue deux réformes du projet, la première est approuvée par Ordre Ministériel le 6 février et le second et définitif, le 15 septembre. Le remplissage est définitivement acquis l'eau de Yesa qui sont les mêmes que celles qui avaient été prévu dans le projet de Felix de los Ríos, mais on réduit la surface régulable à 110 000 ha. Le 19 octobre 1951 on déclare par arrêté royal de haut intérêt national la transformation en irrigation de la zone de la première partie du canal qui arrive jusqu'à la rivière Arba de Luesia.
On charge le projet général d'irrigations pour le Canal de Bardenas à l'Institut National de Colonisation. Le 12 février 1954 on approuve le dit projet pour la première zone du canal et on forme une Commission Technique Mixte qui est chargée d'élaborer le Plan Coordonné d'œuvres qui est approuvé le 28 mars 1955. En 1959 on finit les travaux du barrage, qui entre en service en 1960 en même temps que la première partie du Canal rendant service à 21 000 ha sur les 110 000 projetés.
Le 1er juillet 1971 on déclare d'intérêt national la conversion en irrigation de la seconde phase du Canal qui comprenait une surface de 27 000 hectares appartenant aux villages zaragozans d'Ejea de los Caballeros, Luna, Sierra de Luna, Tauste, Pradilla de Ebro et Remolinos.
Le 10 mai 1973 on approuve le Plan Général de Transformation de la Zone Régulable de la Seconde Partie du Canal de Bardenas. Ce plan est modifié en 1973 en délimitant la zone d'irrigation. Le 14 juillet 1980 et le 22 juillet 1982 on approuve les plans coordonnés d'œuvres qui permettent de finir le Canal et d'étendre l'irrigation à 30 000 ha supplémentaires, profitant aussi du drain de Sora.
Le tronçon de Bardenas II est en construction tandis que le troisième et dernier Bardenas III n'est pas encore commencé.
Pour augmenter l'apport du canal de Bardenas, le monter au-dessus des 65 m3/s, on a décidé d'élever le barrage de Yesa jusqu'à tripler sa capacité en la transformant un barrage "hiperannuel". On a aussi proposé la construction de trois barrages latéraux, ceux de Malvecino, la Berne et Carcastillo.

## Source
- (es) Cet article est partiellement ou en totalité issu de l’article de Wikipédia en espagnol intitulé « Canal de Bardenas » (voir la liste des auteurs).